# Rhynchonella bajociana
Espèce
Rhynchonella bajociana est une espèce éteinte de brachiopodes du Jurassique moyen (Bajocien).